# Javier Moscoso (historien)
Pour les articles homonymes, voir Javier Moscoso (homonymie) et Moscoso.
Javier Moscoso, né en 1966, est un professeur espagnol d’histoire et de philosophie des sciences à l’Institut de philosophie du Conseil national espagnol de recherche (CSIC) de Madrid. 

## Carrière universitaire
Il a occupé, durant sa carrière académique, les positions de doctoral fellow du Wellcome institute for History of Medicine, de postdoctoral fellow à l'Institut Max-Planck d'histoire des sciences à Berlin. Il a aussi bénéficié du statut de fullbright scholar au département d’histoire des sciences à Harvard (1995/96), avant d'enseigner, en tant que professeur invité, au centre Alexandre-Koyré de l'EHESS/CNRS et au Centre d’études du XIXe siècle à l’université Paris 1 Sorbonne.
Il a aussi été lecteur à Murcia. En 2004, il devient directeur du département des humanités et des sciences sociales du ministère de la science et de l’innovation. De 2008 à 2010, il est le coordinateur des humanités et des sciences sociales pour le Conseil espagnol de la recherche. 

## Thèmes de recherche
Javier Moscoso étudie l'histoire culturelle du corps humain (épistémologie et ontologie des difformités physiques), ainsi que l'histoire et la philosophie de l'expérience. 
Il est l'auteur de quatre monographies et de trois volumes. 
Son livre Historia cultural del dolor (Histoire culturelle de la douleur) est paru en espagnol chez Taurus en octobre 2011, en anglais chez Palgrave MacMillan en octobre 2012. Il a fait l'objet de nombreux commentaires, tant dans la presse généraliste que dans les cercles universitaires,,. 
Il a été retenu deuxième au palmarès du prix national espagnol pour l’Essai. 
En parallèle, Moscoso a été commissaire  pour différentes expositions, sur les monstres et les êtres imaginaires à la Bibliothèque nationale espagnole à Madrid en 2000, sur l’Histoire de la douleur au Musée de la Science à Londres en 2004, et plus récemment sur l’Histoire culturelle de la peau humaine à la Wellcome Collection de Londres en 2011. 
Depuis son arrivée au CSIC, Moscoso a été le PI de HIST-EX, un groupe interdisciplinaire de chercheurs intéressés par l’histoire et la philosophie des émotions. Dans ce groupe, on trouve des chercheurs de toutes disciplines, Histoire, Anthropologie, Histoire des sciences, Beaux-Arts, Sociologie, Littérature ainsi que des artistes, photographes, cinéastes et peintres. 
Moscoso travaille sur différents projets de recherche. L’un d’eux porte sur les « Passions de la modernité », à savoir l’ambition, la jalousie, l’envie. Il travaille aussi sur les politiques de la douleur. Son prochain livre est prévu pour 2015 et s’intitule Promesas rotas: las pasiones de la modernidad (Promesses non tenues : les passions de la modernité).

## Œuvres

### Livres
- Georges-Louis Leclerc, Conde de Buffon, 1707-1788, avec Antonio Lafuente, 1999 (publié par le CSIC)
- Monstruos y seres imaginarios en la Biblioteca Nacional, avec Antonio Lafuentes, Doce Calles, 2000
- Materialismo y religión: Ciencias de la vida en la Europa ilustrada[13], éditions Serbal, 2000
- Historia cultural del dolor (Histoire culturelle de la douleur), 2011
- Promesas rotas: las pasiones de la modernidad (Promesses non tenues : les passions de la modernité), 2015

### Autres publications
- Objetividad y medida de la experiencia subjetiva consciente, janvier 2001
- Monstrous Bodies/Political Monstrosities in Early Modern Europe (review), janvier 2005 (publié dans Renaissance Quarterly)
- Teratología e imaginación maternal, janvier 2009 (publié dans Acta Hispanica ad Medicinae Scientiarumque Historiam Illustrandam)
- El dolor crónico en la historia, septembre 2009 (article publié dans Revista de Estudios Sociales)
- Science and Art in Historical Perspective: Lessons from the Past. Initiatives for the Future[14] (publié dans The International Journal of Science in Society)